# Luis Miguel
Luis Miguel Gallego Basteri (San Juan, Puerto Rico; 19 d'abril de 1970), conegut també com el Sol de México, és un cantant i productor musical mexicà nascut a Puerto Rico.
És considerat com un dels artistes més grans i reeixits d'Amèrica Llatina per la seva àmplia gamma d'estils musicals, incloent funk, pop, balades, boleros, tangos, jazz, big band i mariachi. També és reconegut com l'únic cantant llatí de la seva generació que no es creua amb el mercat anglosaxó durant l'"Explosió llatina" en l'dècada de 1990. Tot i cantar només en castellà, va continuar sent l'artista llatí més venut en l'dècada dels 90, i se li va atribuir la popularització del gènere bolero en el mercat general. Ha venut més de 100 milions de discos arreu del món.
Va començar la seva carrera musical en Mèxic el 1980 cantant en les noces de la filla del llavors president nacional mexicà. Ha guanyat més de 120 premis a títol personal, per les seves cançons i àlbums, i és el cantant més jove a rebre un Grammy, amb 14 anys. El 1991 la RIAA va reconèixer les altes vendes del seu àlbum del 1991 Romance, el tercer àlbum de música més venut a Mèxic, i un dels àlbums en castellà més venuts de tots els temps. Va ser el primer artista llatí que va rebre dos guardons Platí, entre d'altres, per cançons i àlbums individuals. A l'octubre de 2011 és proclamat com el millor artista llatí dels últims 25 anys segons la Revista Billboard. El seu àlbum Cómplices va ser llançat en 2008 i va arribar al Número 10 en el Billboard Top 200, que és la posició més alta que ha aconseguit un àlbum completament espanyol. El seu àlbum més recent ¡México Por Siempre! va ser llançat en 2017, li va valer el seu segon número u en els àlbums regionals de Billboard a Mèxic i va aconseguir el doble estatus de platins.
Luis Miguel també és conegut per les seves actuacions en viu de gran recaptació. Amb el Luis Miguel Tour, que va tenir lloc en 2010, va visitar 22 països en Amèrica i Europa, on es va presentar en un període de tres anys amb un total de 223 espectacles a tot el món, per la qual cosa és el tour més llarg de recaptació realitzat per un artista llatí. També posseeix el rècord de la major quantitat de presentacions consecutives esgotades a l'Auditorio Nacional de Mèxic, amb un total de 35 concerts consecutius, així com el rècord de la major quantitat de presentacions en el mateix lloc amb un total de 259 concerts.

## Trajectòria

### Primers anys
Va néixer a San Juan, Puerto Rico el 19 d'abril de 1970, fill del cantautor espanyol Luisito Rey i la italiana Marcela Basteri, radicats posteriorment a Mèxic. És el major dels tres fills del matrimoni, i els seus germans són Alejandro i Sergio. A causa de la professió del seu pare la seva família es va traslladar a Mèxic i, posteriorment va retornar a Madrid. Des de la seva infantesa es va criar a Madrid, on va estudiar fins a cinquè grau a l'escola primària. Posteriorment, a causa de la seva incursió en els mitjans artístics, va continuar la seva educació amb professors particulars
En observar les seves qualitats musicals, el pare va deixar de costat la seva pròpia carrera i va decidir dedicar-se al seu fill, i el va acompanyar amb la guitarra, buscant que debutés en televisió, per a signar després un contracte discogràfic. Luis Miguel va debutar reeixidament com a cantant en les noces de la filla del llavors president de Mèxic, José López Portillo, en 1981, amb 11 anys, gràcies al suport del llavors cap de la policia de la Ciutat de Mèxic, Arturo Durazo Moreno. L'èxit en aquesta actuació va ser tan notori que, un mes després, Luisito Rey va conversar amb executius de la seu mexicana de la discogràfica EMI, que li van oferir un contracte discogràfic al seu fill en 1982. En aquesta etapa, Luis Miguel va poder gravar el seu primer àlbum el 1982, als 12 anys, titulat 1+1=2 enamorados. Després va editar l'àlbum Directo al corazón.

### 1983 - 1985
Luis Miguel va començar a cantar principalment Pop en espanyol i Honorio Herrero, director d'Hispavox, va compondre les cançons del seu tercer i quart àlbum. També Va comptar amb la col·laboració del compositor Luis Gómez Escolar, del segell espanyol. Es va generar un escàndol i es va haver de canviar la lletra de la cançó Decídete, perquè es va censurar considerant l'edat del cantant, Però l'àlbum següent, Palabra de honor, de 1984, amb la balada famosa que dona el nom al disc, va resultar un èxit i va comptar amb un tema de Juan Carlos Calderón, el que va fer a duo amb Sheena Easton.
El 1985 Luis Miguel va guanyar el seu primer premi Grammy amb el tema «Me gustas tal como eres», a duo amb la cantant escocesa Sheena Easton, inclòs per ella en el seu únic àlbum en castellà; Todo me recuerda a ti, produït per Juan Carlos Calderón, i va ser el cantant llatí més jove que el va rebre. La seva actuació conjunta amb Sheena Easton, al Festival de Viña del Mar (Xile) d'aquest mateix any, li va fer guanyar el seu primer premi en l'exterior: la Torxa de Plata. El segon el va obtenir com a participant del Festival de la Cançó de San Remo (Itàlia), amb el tema «Noi ragazzi di oggi» («els nois d'avui»). A més de l'esmentada producció, en va sumar tres més als seus primers anys de trajectòria: «Decídete», «Palabra de honor» i «La chica del bikini azul». Més endavant gravarà el tema en la seva única producció en italià, titulada Collezione Privata (1985).
El 1986 va fer la seva segona presentació en el Festival de Viña del Mar, on va obtenir per segona vegada la Torxa de Plata.

### 1984 - Cinema mexicà
El 1984, a Mèxic, va participar en produccions de televisió. També va protagonitzar dues cintes, Ya nunca más, amb un tema homònim compost pel seu pare. i Fiebre de amor, secundat per l'aleshores actriu i cantant infantil Lucero. De les dues pel·lícules en van sorgir àlbums homònims. A partir de llavors no ha tornat a participar en el cinema i s'ha dedicat a la seva carrera com a cantant.

### 1985 - 1991
Part de la música de Luis Miguel és del compositor espanyol Juan Carlos Calderón, qui també va produir i va instrumentar els seus treballs des que es van conèixer en Mèxic en 1986. Els seus tres àlbums de balada espanyola pop, Soy como quiero ser, Busca una mujer i 20 años van ser dels més venuts de Luis Miguel.
En aquest mateix any Marcela Basteri, mare del cantant, va desaparèixer sense deixar rastre, després de separar-se del seu marit i viatjar amb destinació a Espanya. El seu parador continua sent desconegut.
El 1987 debuta amb Warner Music en presentar el seu novè àlbum d'estudi titulat Soy como quiero ser, iniciant així la seva col·laboració amb el músic, productor i compositor espanyol Juan Carlos Calderón, autor de la cançó que li va donar el seu primer premi Grammy. Aquest disc li va fer guanyar cinc discos de platí i vuit de or en l'àmbit internacional. Aquest mateix any, s'allunya del seu pare definitivament, en complir 18 anys, volent separar d'aquesta forma la relació familiar i de treball. No tornaria a veure-ho sinó quatre anys després, en aproximar-se la seva defunció.
El 25 de novembre de 1988 llança al mercat el seu primer àlbum de gran èxit Busca una mujer, el primer senzill del qual, «La incondicional», es va mantenir set mesos en el primer lloc de diverses llistes de popularitat. D'aquest treball s'extreuen set senzills que va ocupar el número u a les llistes Billboard Hot Latin Tracks durant més d'un any.
El 1990, va llançar 20 años que va vendre en una setmana més de 600,000 còpies. Sis senzills de l'àlbum entren simultàniament en el Top 100 de Mèxic de Billboard. Posteriorment va guanyar dos Torxes de Plata més al Festival de Viña del Mar. Aquell mateix any va rebre el premi Excelencia Europea a Espanya i el seu primer World Music Award a Mònaco, sent el primer llatinoamericà a rebre aquest reconeixement com a Artista en supervendes.
Luis Miguel, de retorn a Mèxic, va aconseguir rècords en vendes amb les seves interpretacions de música llatinoamericana clàssica de fa dècades, principalment de boleros produïdes i molt ben instrumentades amb estils de jazz i de pop, amb el bolerista clàssic mexicà Armando Manzanero. Posteriorment va produir àlbums per al segell discogràfic Wea de Mèxic, amb participacions ocasionals de Juan Carlos Calderón i Manuel Alejandro.

### 1991 - 1994
El 1991 a causa d'una idea sorgida en un programa televisiu en el qual coneix al compositor, músic i cantant mexicà Armando Manzanero coprodueix el seu àlbum Romance, iniciant-se en la interpretació de boleros i aconseguint vendes de més de set milions de còpies internacionalment, que li fan guanyar més de 70 discos de platí i sis d'or, sent el primer llatinoamericà que rep un disc d'or als Estats Units per un àlbum en castellà i discos d'or al Brasil i Taiwan.
A l'any següent, és l'únic llatinoamericà convidat a participar en l'enregistrament del disc Barcelona Gold, amb motiu dels Jocs Olímpics. Guanya el premi al Millor vídeo musical Internacional dels Premis MTV per la cançó "América, América", que formaria part d'un disc d'edició especial, América & en vivo. I per Romance, Luis Miguel guanya els premis Billboard 1992 al Millor Artista Llatí, Millor Àlbum i Millor Artista de la cançó en espanyol.
El 1992, sofreix la mort del seu pare, Luisito Rei, la qual cosa retarda per un mes l'inici de l'enregistrament de Àries. Aquest mateix any va fer un concert en Sevilla emmarcat dins de la Expo de la capital andalusa.
Als seus 23 anys, el 22 de juny de 1993 repeteix com a productor amb el disc Aries, amb el qual retorna als gèneres de la balada, pop llatí i arranjaments de música funk. Per aquest disc va rebre el seu segon Grammy (en la categoria Best Latin Pop Album). Va guanyar dos premis Lo Nuestro a les categories de Pop Artist of the Year i Best Pop Album, premis Billboard al Millor Artista Masculí de l'any i Millor Àlbum de l'any, i va aconseguir més de quaranta discos de platí i sis discos d'or al món. Per a aquest àlbum, el compositor i músic dominicà Juan Luis Guerra li va aportar la seva balada Hasta que me olvides que es va convertir en un dels temes més promocionats d'aquest àlbum.
És el primer cantant llatí que va aconseguir un ple absolut en el Madison Square Garden de Nova York i que va esgotar les entrades quatre vegades consecutives a l'Universal Amphitheater de Los Angeles, repetint aquest fet també amb tres dates en el Knight Center de Miami.

### 1994 - 2000

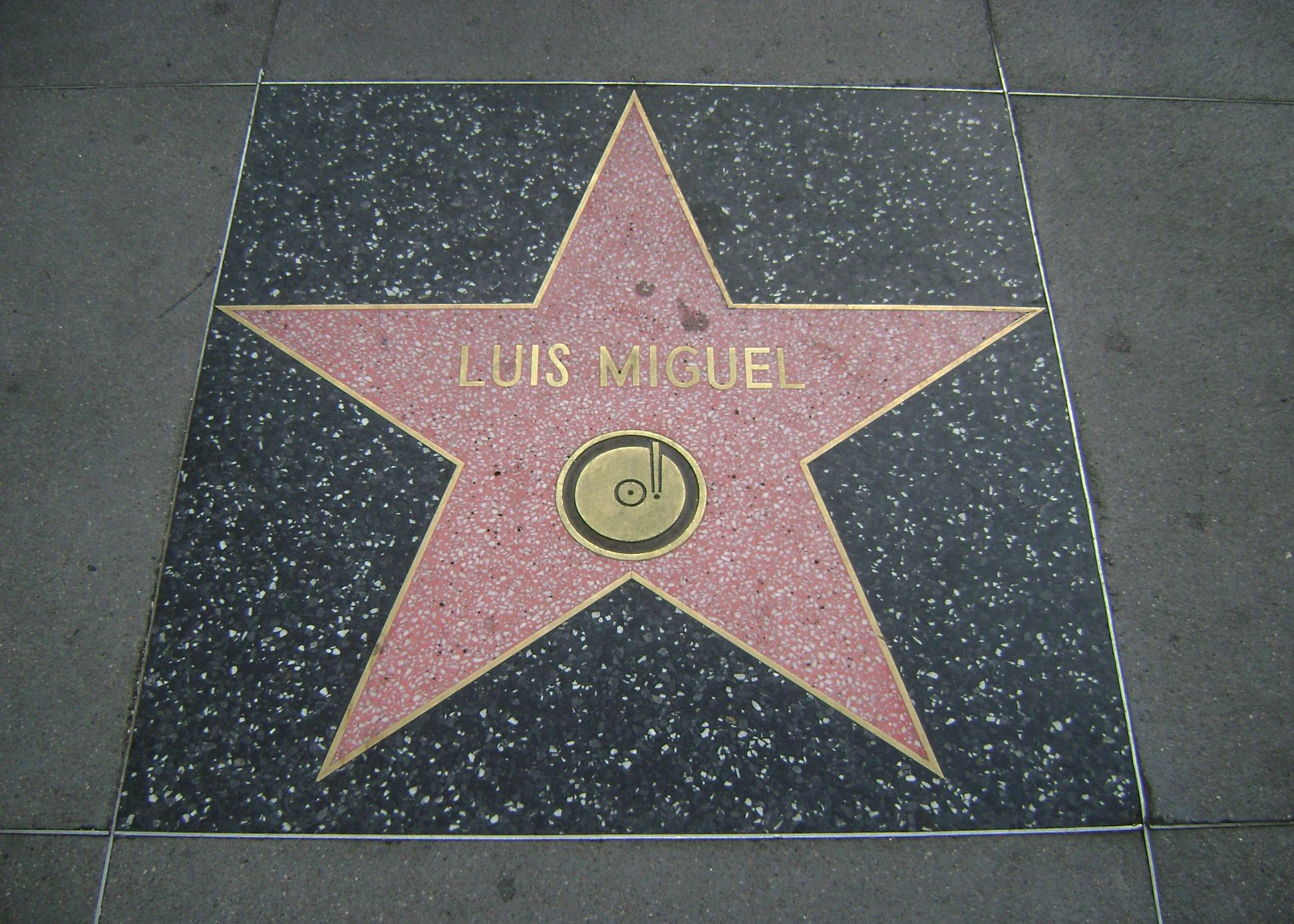
La estrella de Luis Miguel al Passeig de la fama de Hollywood.

El 30 d'agost de 1994 va sortir al mercat Segundo romance, que va entrar directament en la llista dels «Top 200» millors de Billboard (lloc 27), posat d'entrada més alt mai aconseguit per un àlbum en espanyol fins a aquest moment. Se li van atorgar més premis Billboard i Lo Nuestro, amb «La media vuelta», i després va guanyar el seu tercer Grammy. Va aconseguir 35 discos de platí i un altre World Music Award com el Millor Cantant Llatí de l'any. Aquest mateix any rep la nacionalitat mexicana, de mans del llavors president Carlos Salines de Gortari.
Rep el reconeixement per part de la RIAA arran de la venda de més de dos milions de còpies per Romance i Segundo romance als Estats Units, la qual cosa li converteix en el primer estranger cantant en la seva pròpia llengua que obté aquesta distinció.
En 1995 bat el seu propi rècord presentant setze concerts consecutius a l'Auditorio Nacional de Mèxic, i ocupa el tercer lloc mundial entre els cantants que més entrades han venut successivament en un mateix recinte. Els seus contactes en el mitjà artístic van influir perquè sigui tingut en compte per a gravar «Come fly with me» a duo amb Frank Sinatra per a l'àlbum Sinatra: Duets II, l'últim que va realitzar. A conseqüència d'això Luis Miguel va ser triat per a participar en el programa especial de televisió Sinatra: Duets i llançar aquest àlbum.
El 17 d'octubre de 1995 llança al mercat el seu primer àlbum en viu, titulat El concierto, gravat durant les seves presentacions a l'Auditori Nacional, i en formats de CD, casset, Laser Disc i Home Vídeo, aquest va trencar rècords de venda. En aquest disc doble, va debutar en el gènere ranchero en cantar els temes «El rey», «Si nos dejan», «La media vuelta» i «Amanecí en tus brazos»; acompanyat de l'agrupació Mariachi 2000 i del trompetista mexicà Cutberto Pérez.
Un any després, en 1996, Walt Disney Studios el convida a gravar «Sueña», versió en castellà del tema principal de la cinta de dibuixos animats d'aquest estudi El geperut de Notre Dame, i que va ser inclosa en el seu següent àlbum, Nada es igual. Ja abans, el seu èxit «No sé tú» és convertit en el tema central de la pel·lícula Speechless.
De «Nada es igual» va vendre 1,300,000 còpies aprox. i va rebre 30 discos de platí. El segon senzill d'aquest àlbum, «Dame», es col·loco en primer lloc en totes les emissores de parla espanyola en els els Estats Units, a més de Mèxic, Centreamèrica, Sud-amèrica i Espanya. Al setembre és honrat pel comitè organitzador de The Hollywood Walk Of Fame amb una estrella en el Passeig de la fama de Hollywood.
El 12 de setembre de 1997 llança Romances, el seu tercer àlbum de boleros, produït per ell mateix i amb la col·laboració de Armant Manzanero i del desaparegut músic, compositor i arranjador argentí Bebu Silvetti. Romanços va debutar en el lloc 14 de Billboard Top 200, la posició més alta mai aconseguida per un àlbum en espanyol. Els senzills «Por debajo de la mesa», «El reloj», «Contigo (estar contigo)», «Bésame mucho», «De quererte así» y «Sabor a mí» van arribar al número u a les llistes de ràdio a tota Amèrica Llatina.
Posteriorment començar el seu gira més extensa de la seva carrera, amb disset dates consecutives en l'auditori Nacional, i cinc vegades al Radio City Music Hall de Nova York, amb plens absoluts, per a posar un nou rècord. Pollstar li admet com un dels Top 20 All-Time Grossing (els vint artistes que més localitats han venut en un mateix recinte en la història de la música).
Romanços aconsegueix vendre més de 4.5 milions de còpies, sent l'àlbum que més ha venut en menys temps, amb cinquanta discos de platí a nivell mundial, el seu quart Grammy el 1998, el Billboard Latin 50 Artist of the Year i el premi al Millor Àlbum Pop Masculí de l'any, a més de la seva habitació World Music Award com Best Selling Latin Artist. Luis Miguel ven a Espanya més d'un milió de còpies entre Romances i la trilogía Todos los romances en un any. Romances es converteix en el número u en les llistes espanyoles i la trilogia Todos los romances és número tres al mateix temps. En aquest mateix any rep els seus tres guardonis Furia Musical.
El 13 de setembre de 1999 va llançar un nou material discogràfic titulat Amarte es un placer, en el qual col·labora des de la seva fase de producció i intervé com a autor i arranjador de diverses cançons. El disc va comptar amb la participació dels compositors Armando Manzanero i Juan Carlos Calderón. Pel 19 de juliol de 1999 llança Sol, arena y mar, primer senzill, que en la seva primera setmana aconsegueix el primer lloc a l'Argentina, Xile i Mèxic i que va obtenir tres Grammy.

### 2000 - 2005

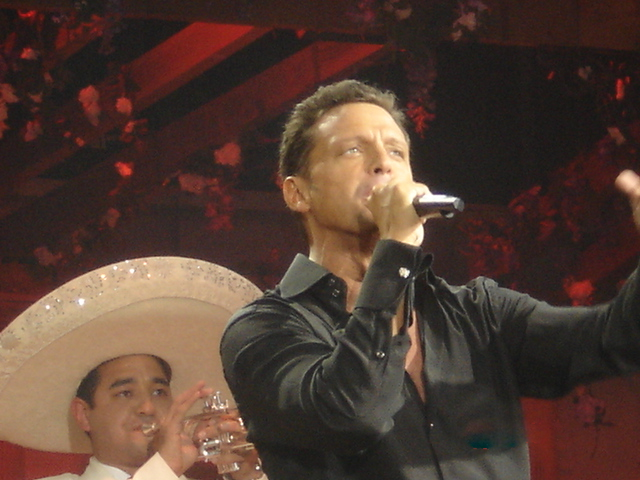
Luis Miguel amb el Mariachi Vargas en viu a l'Auditorio Nacional de la Ciutat de Mèxic.

A Mèxic a principis dels 2000, dona vint-i-un presentacions consecutives en l'auditori Nacional, amb més de 225.000 espectadors en total, i és homenatjat amb quatre discos de platí i de or pel seu àlbum Amarte es un placer. Torna a guanyar un Billboard i a més, va tenir un acord amb l'agència William Morris, la gira amb més alts ingressos en la història d'un artista de parla espanyola. Posteriorment va guanyar tres Grammy Llatí al setembre, en el seu primer lliurament.
El 3 d'octubre de 2000 llança Vivo, un àlbum gravat durant els concerts de la gira en Monterrey, que inclou els seus èxits al llarg de la seva carrera com els temes; «La Bikina», acompanyat per un mariachi. Va aconseguir un altre Billboard, finalment.
A la fi de 2001 i 2002 va llançar respectivament, Mis romances i Mis boleros favoritos. En el mateix any (2002) es va presentar en el Estadi Asteca a Mèxic i omplint-ho totalment.
El 30 de setembre de 2003 i va llançar el seu primer disc amb temes originals des de fa quatre anys, que va titular «33», en al·lusió a la seva edat, i el seu primer senzill va ser del dominicà Juan Luis Guerra («Te necesito»). Posteriorment va anunciar a Cancún, Mèxic la seva nova gira internacional, donaria inici a Las Vegas pocs dies més tard. L'any 2004 va presentar la seva primera producció amb mariachi. Es va tractar d'un homenatge al seu Mèxic titulat «México en la piel». Aquest disc va aconseguir vendre tan sols a Mèxic gairebé un milió de còpies. A més va aconseguir una nova marca a l'Auditorio Nacional, amb trenta dates consecutives. Aquesta gesta el va fer creditor de l' Estela de Plata, reconeixement que l'Auditori Nacional va fer específicament per a Luis Miguel pel seu rècord de concerts en tal recinte. Aquest disc al seu torn el va fer creditor altre Grammy al millor disc Mèxic americà, el Grammy llatí al millor disc ranchero, el Billboard llatí, al millor disc ranxer, el Billboard a la gira de l'any llatina, i el premi Lunas del Auditorio al millor concert pop de 2005. En aquest any també va llançar al mercat la seva col·lecció «Grandes éxitos», que va ser el seu primer àlbum recopilatori.

### 2006 - 2017
El 14 de novembre de 2006 presenta el seu àlbum «Navidades » que va recopilar 11 temes nadalencs, originaris de els EUA versionats a l'espanyol. D'aquest àlbum, van ser estrenats dos temes simultàniament en la ràdio hispana dels Estats Units, Llatinoamèrica i Espanya. Els senzills «Mi humilde oración» (composta per David Foster i Linda Thompson) i «Santa Claus llegó a la ciudad» (de Fred Coots i Haven Gillespie) que foren versionades per Juan Carlos Calderón, qui va tornar a col·laborar amb el cantant.
El 6 de maig de 2008 Luis Miguel va llançar el seu nou àlbum, titulat Cómplices que conté dotze temes del compositor espanyol Manuel Alejandro, la producció del qual novament va estar a càrrec de Luis Miguel, com en molts dels seus anteriors i reeixits treballs.
El primer senzill es titula «Si tú te atreves» i la seva data d'estrena a Espanya va ser el dilluns 7 d'abril de 2008 i a la resta del món el 6 de maig de 2008. Cómplices va rebre quatre discos de platí pels seus 324,000 còpies venudes el dia del seu llançament i disc de diamant pels seus més de 400.000 còpies venudes. El 7 de juliol de 2008 llança oficialment a la ràdio «Te desean» segon senzill del seu disc Cómplices i el dia anterior l'estrena mundial del vídeo del mateix tema pel canal de cable AXN.
En 2009 torna a l'Auditorio Nacional amb més de vint-i-cinc presentacions consecutives, la majoria amb plens totals i uns altres amb fins al 88% de la seva capacitat. El seu espectacle ha estat vist per més d'1.500.000 persones en tota la seva carrera a l'Auditorio Nacional de la Ciutat de Mèxic trencant rècords en aquest. Al setembre del mateix any, surt a la venda No culpes a la noche, àlbum que inclou els èxits pop de Luis Miguel en versions remix.
Es va reportar que Luis Miguel va signar un contracte amb Live Nation, companyia d'esdeveniments que va manejar les seves presentacions en 2010 i 2011. El primer senzill de la seva producció més recent titulat «Labios de miel» va ser llançat el 2 d'agost de 2010. L'àlbum complet, anomenat simplement Luis Miguel, va ser estrenat a nivell mundial el 14 de setembre següent i va seguir amb una gira que seria la major de la seva carrera. En 2012, Luis Miguel va cantar en la nit inaugural del LIII Festival Internacional de la Cançó de Viña del Mar. Va assolir la Gaviota de Platino; premi mai atorgat anteriorment a cap artista. Al tancament del seu gira en 2013, amb 223 concerts per 22 països entre 2010 i 2013, va acabar amb la gira més gran protagonitzada per un cantant llatinoamericà. En 2014, va continuar amb el seu següent Gira Deja Vu. Enmig d'una sèrie de conflictes judicials, el cantant mexicà va anunciar al maig de 2017 la seva bio-sèrie autoritzada en la plataforma de Netflix per a 2018. El seu primer àlbum en 7 anys, ¡México por siempre! va sortir al mercat al novembre de 2017 com el seu segon de ranxeres, del qual es va desprendre la cançió La fiesta del mariachi, que va tenir el seu videoclip promocional.

## Vida privada
Luis Miguel és pare de tres fills:
- Michelle (13 de juny de 1989), nascuda de la seva relació amb Stephanie Salas, neta de l'actriu Silvia Pinal.
- Miguel (1 de gener de 2007) i Daniel (18 de desembre de 2008), nascuts de la seva relació amb l'actriu Aracely Arámbula.[39]

## Discografia principal
| Any de publicació | Títol                | Discogràfica                |
| 1982              | Un sol               | EMI Capitol (Mèxic)         |
| 1982              | Directo al corazón   | EMI Capitol (Mèxic)         |
| 1983              | También es rock      | EMI Capitol (Mèxic)         |
| 1983              | Decídete             | EMI Capitol (Mèxic)         |
| 1984              | Palabra de honor     | EMI Capitol (Mèxic)         |
| 1984              | Ya nunca más         | EMI Capitol (Mèxic)         |
| 1985              | Canta en italiano    | EMI Capitol (Mèxic)         |
| 1985              | Meu Sonho Perdido    | EMI Music (Brasil)          |
| 1985              | Fiebre de amor       | EMI Capitol (Mèxic)         |
| 1987              | Soy como quiero ser  | Warner Music Group (EE.UU.) |
| 1988              | Busca una mujer      | Warner Music Group (EE.UU.) |
| 1990              | 20 años              | Warner Music Group (EE.UU.) |
| 1991              | Romance              | Warner Music Group (EE.UU.) |
| 1992              | América y en vivo    | Warner Music Group (EE.UU.) |
| 1993              | Aries                | Warner Music Group (EE.UU.) |
| 1994              | Segundo romance      | Warner Music Group (EE.UU.) |
| 1995              | El concierto         | Warner Music Group (EE.UU.) |
| 1996              | Nada es igual        | Warner Music Group (EE.UU.) |
| 1997              | Romances             | Warner Music Group (EE.UU.) |
| 1999              | Amarte es un placer  | Warner Music Group (EE.UU.) |
| 2000              | Vivo                 | Warner Music Group (EE.UU.) |
| 2001              | Mis romances         | Warner Music Group (EE.UU.) |
| 2003              | 33                   | Warner Music Group (EE.UU.) |
| 2004              | Mèxic en la piel     | Warner Music Group (EE.UU.) |
| 2006              | Navidades            | Warner Music Group (EE.UU.) |
| 2008              | Cómplices            | Warner Music Group (EE.UU.) |
| 2009              | No culpes a la noche | Warner Music Group (EE.UU.) |
| 2010              | Luis Miguel          | Warner Music Group (EE.UU.) |
| 2017              | ¡Mèxic por siempre!  | Warner Music Group (EE.UU.) |

## Biografies
- Luis Miguel: La historia per Javier León Herrera[49]
- Luis Mi Rey per Javier León Herrera[50]
- Micky: un tributo diferente por Martha Figueroa[51]
- El gran solitario per Claudia De Icaza[52]